# Liste der Kulturdenkmäler in Roth (Rhein-Hunsrück-Kreis)
In der Liste der Kulturdenkmäler in Roth sind alle Kulturdenkmäler der rheinland-pfälzischen Ortsgemeinde Roth aufgeführt. Grundlage ist die Denkmalliste des Landes Rheinland-Pfalz (Stand: 27. Oktober 2023).

## Einzeldenkmäler
| Bezeichnung         | Lage                                             | Baujahr                           | Beschreibung | Bild                           |
| ------------------- | ------------------------------------------------ | --------------------------------- | --- | ------------------------------ |
| Schulhaus           | Hauptstraße 3 Lage                               | um 1910                           | ehemalige Schule; Putzbau, teilweise Fachwerk, um 1910 | BW                             |
| Quereinhaus         | Im Dorf 21 Lage                                  | erste Hälfte des 19. Jahrhunderts | Fachwerk-Quereinhaus, erste Hälfte des 19. Jahrhunderts | BW                             |
| Hofanlage           | Im Dorf 27 Lage                                  | Anfang des 19. Jahrhunderts       | Hofanlage; Fachwerkhaus, teilweise massiv und verschiefert, Anfang des 19. Jahrhunderts, Fachwerkscheune, 19. Jahrhundert | BW                             |
| Evangelische Kirche | Im Dorf 36 Lage                                  | 1661/62                           | Saalbau, 1661/62, nach Zerstörungen im Pfälzischen Erbfolgekrieg (1689) Reparaturen des Glockenturmes 1704; Neuaufbau der Kirche 1718; erneute Zerstörung durch ein Unwetter und Wiederaufbau 1720, weitere Baumaßnahmen am Dach und Anbau des Chores im 18. Jahrhundert; Orgelprospekt der 1769 fertiggestellten Stumm-Orgel; außen Grabplatte, 1621; bauliche Gesamtanlage mit Friedhof | weitere Bilder Fotos hochladen |
| Backhaus            | Im Dorf 46 Lage                                  | 19. Jahrhundert                   | eingeschossiger Fachwerkbau, 19. Jahrhundert | BW                             |
| Hofanlage           | Kastellauner Weg 1 Lage                          | Anfang des 19. Jahrhunderts       | Hakenhof; Fachwerkhaus, teilweise verschiefert, abgewalmtes Mansarddach, Anfang des 19. Jahrhunderts, Fachwerkscheune | BW                             |
| Brücke              | östlich des Ortes am Weg zur Mühle Günnewig Lage |                                   | einbogige Bruchsteinbrücke | BW                             |